# Nachal Šikma
Nachal Šikma (hebrejsky: נחל שקמה, doslova „Sykomorové vádí“, arabsky: Vádí al-Chasi) je vádí o délce 60 kilometrů v Negevské poušti v jižním Izraeli.
Začíná v nadmořské výšce cca 400 metrů východně od vesnice Dvira na pomezí severní části Negevské pouště a jihozápadních výběžků Judských hor (respektive jejich části zvané Hebronské hory). Směřuje pak k severozápadu mírně zvlněnou polopouštní krajinou okolo obcí Dvira, Bejt Kama. Západně od vesnice Achuzam přijímá zprava tok vádí Nachal Adorajim a stáčí se k západu. Zároveň vstupuje do krajiny, která díky intenzivnímu obhospodařování a zavlažování ztratila pouštní charakter a je prostoupena sítí zemědělských sídel jako Tlamim, Bror Chajil a Or ha-Ner. Ústí tu do něj další vádí jako Nachal Hoga a Nachal Bror. Nachal Šikma zde tvoří hranici mezi Negevem a pobřežní planinou.
Ze severu poté míjí vesnici Erez a směřuje stále k západu, nedaleko od hranic pásma Gazy. V prostoru písečných dun lemujících pobřeží míjí ještě vesnice Jad Mordechaj, Netiv ha-Asara, Karmija a Zikim, kde plní umělou vodní nádrž Ma'agar Šikma (מאגר שקמה). Tu zřídila státní vodárenská společnost Mekorot v roce 1958. Shromažďuje přebytky vody z celého povodí Nachal Šikma, jež dosahuje plochy 750 čtverečních kilometrů. Nádrž má kapacitu 6 miliónů kubických metrů vody. Prosakuje odtud do písečného podloží a zlepšuje tak kvalitu podzemní vody. Nedaleko od ní pak vádí ústí do Středozemního moře.
V okolí vádí se vyskytuje původní vegetace středomořského typu (včetně sykomor, které mu daly jméno) a drobná fauna. V srpnu 2005 byl schválen záměr revitalizace řeky a byl vytvořen úřad za tímto účelem.